# Jakob Euler (Politiker, 1856)
Jakob Euler (* 11. November 1856 in Reitzenhagen; † 10. Juli 1931 in Korbach) war ein deutscher Schulrat und Politiker (DDP).

## Leben
Euler war der Sohn des Zimmermanns Johann Ludwig Konrad Euler (1827–1874) und dessen Ehefrau Maria Katharina Elisabeth geborene Martin (1835–1925). Er heiratete am 22. Oktober 1881 in Korbach Karoline Tent (1859–1945).
1870 bis 1874 besuchte er die Höhere Bürgerschule in Wildungen und 1874 bis 1877 das Schullehrerseminar in Homberg an der Efze. Vom 15. März 1877 bis zum 15. Dezember 1883 war er Lehrer in Alraft und gleichzeitig in Ober-Werbe. Anschließend war er bis zum 15. April 1903 Lehrer in Usseln. Dann wurde er aks Lehrer nach Berndorf versetzt und dort gleichzeitig Dirigent der dortigen "Liedertafel". 1921 wurde er Schulrat im Kreis des Eisenbergs.
Im Mai 1887 gehörte er zu den Gründern des Lehrer-Bezirksvereins Usseln und stand dem Verein bis zu seiner Versetzung 1903 vor. Seit 1882 gehörte er dem Vorstand des Waldeckischen Lehrervereins an und war 1889 stellvertretender Vorsitzender und 1899 bis 1925 Vorsitzender des Vereins. 
Im Kaiserreich gehörte er der Freisinnige Volkspartei an. Nach der Novemberrevolution schloss er sich der DDP an. Bei den Wahlen zur Verfassungsgebenden Waldeck-Pyrmonter Landesvertretung 1919 stand er auf Platz 5 der Liste der DDP. Da die DDP in Waldeck vier Mandate errungen hatte, rückte er 1921 nach, weil Paul Winkhaus auf eigenen Wunsch sein Mandat aufgegeben hatte. 1922 und 1925 wurde er direkt in die Landesvertretung gewählt und gehörte dieser bis 1929 an. Bei der Reichstagswahl 1928 kandidierte er auf Platz 8 der Liste der DDP im Wahlkreis Hessen-Nassau.